# Colegiata de Santa María del Mercado
La colegiata de Santa María del Mercado es una iglesia de la localidad española de Berlanga de Duero, en la provincia de Soria.

## Historia

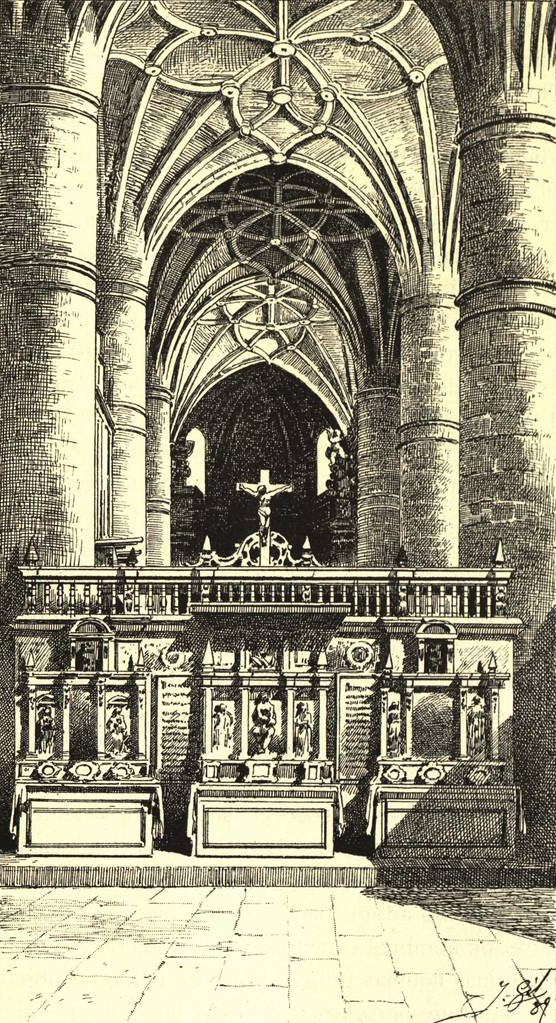
Interior de la colegiata en una ilustración de finales del

La colegiata se construyó tras desecharse la opción de reparar la antigua iglesia de Nuestra Señora del Mercado. Construida de nueva planta, su erección fue promovida por los señores de Berlanga: Íñigo Fernández de Velasco y María de Tovar. Tras una construcción que habría durado cuatro años, a cargo del arquitecto Juan de Rasines, el 22 de junio de 1530 se inauguró la colegiata. El coste de la obra habría ascendido a 30 000 ducados.
El 3 de junio de 1931, durante la Segunda República, fue declarada monumento histórico-artístico perteneciente al tesoro nacional, mediante un decreto publicado el día siguiente en la Gaceta de Madrid, con la rúbrica del presidente del Gobierno provisional, Niceto Alcalá-Zamora, y del ministro de Instrucción Pública y Bellas Artes, Marcelino Domingo. Cuenta con el estatus de bien de interés cultural.

## Descripción

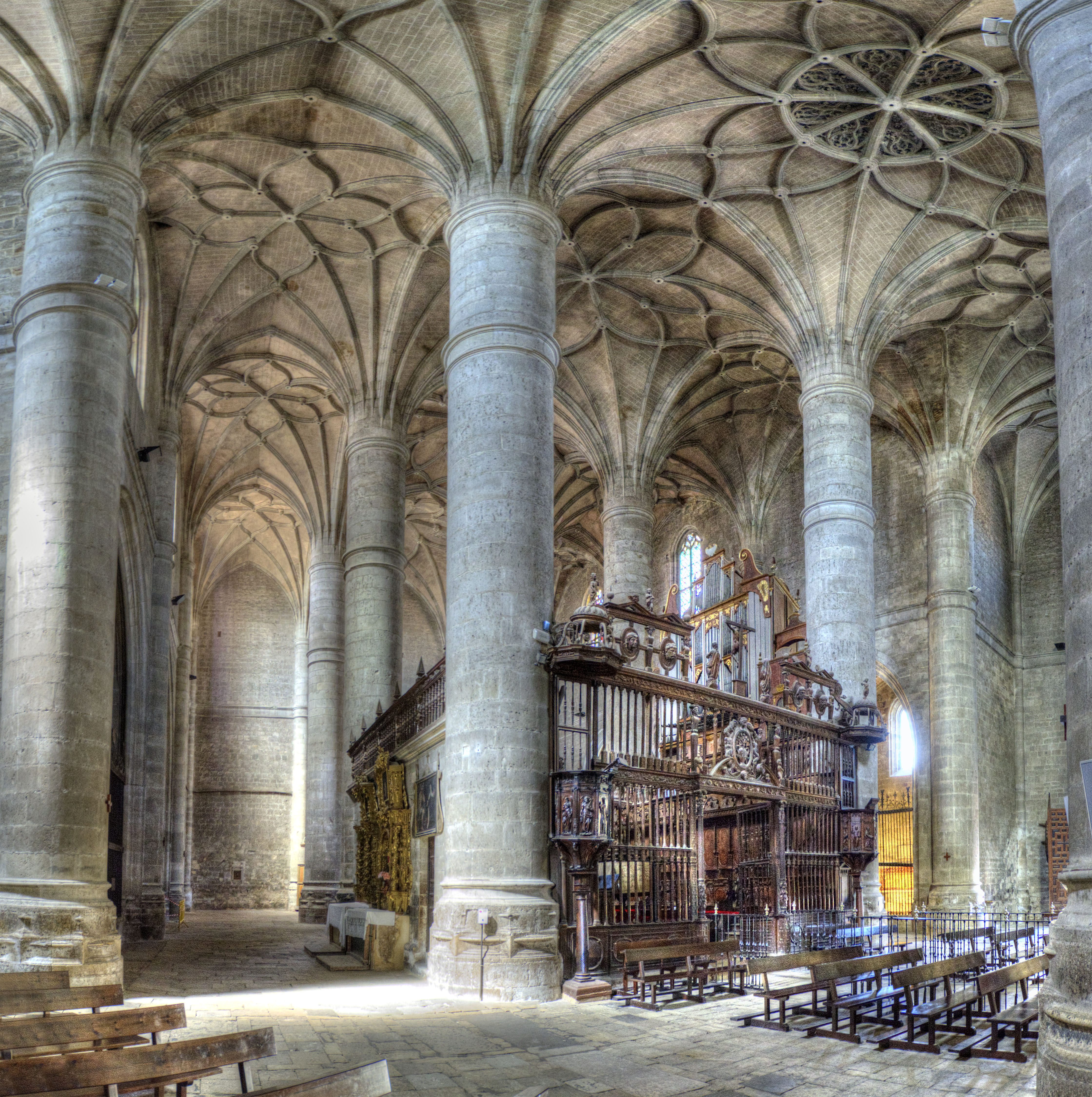
Columnas en el interior de la colegiata

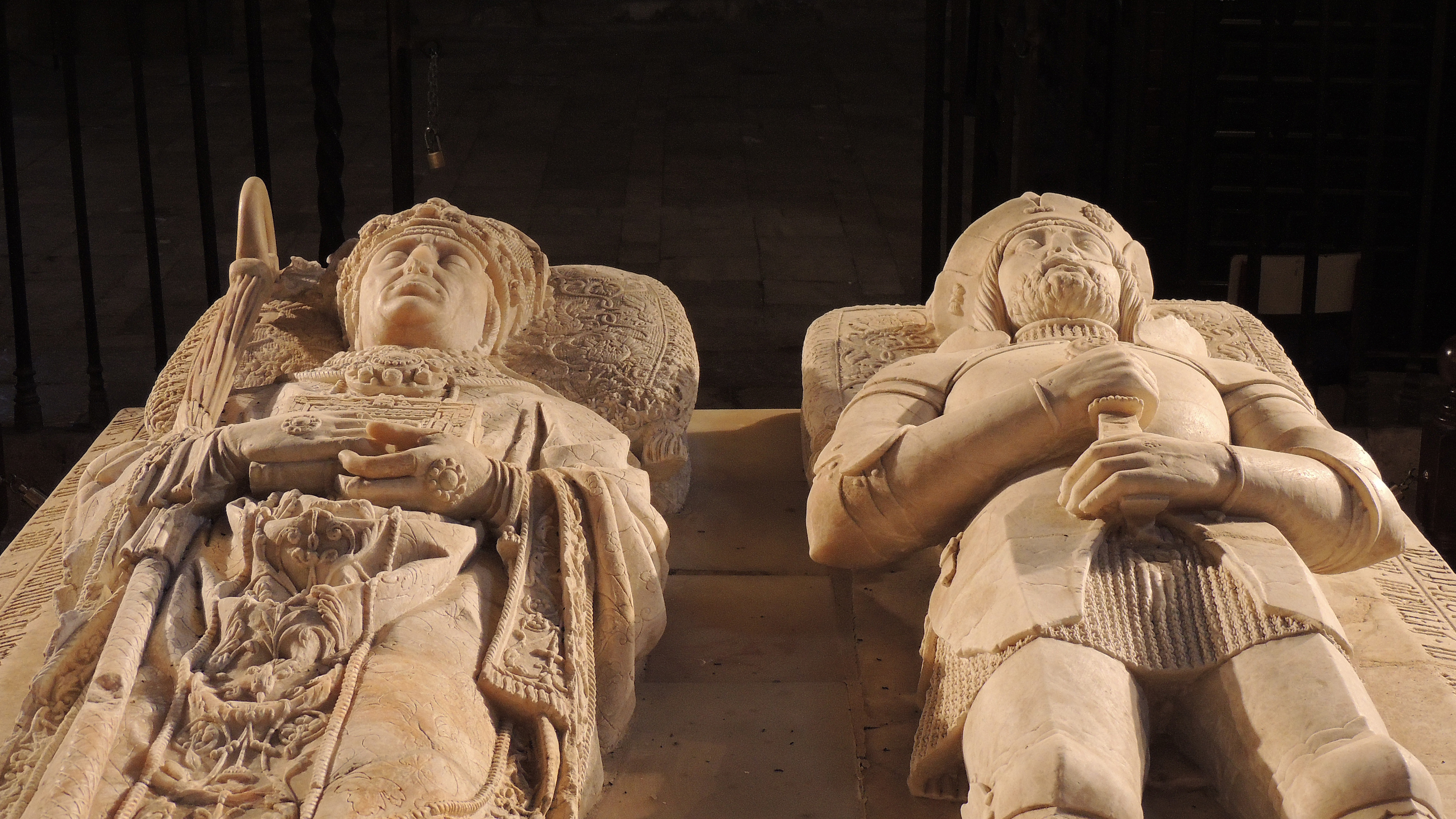
Detalle del sepulcro de los hermanos Bravo de Lagunas

El inmueble está compuesto por tres anchas naves, un ábside, un crucero y ocho capillas laterales, colocadas una a una y tres a tres respectivamente, en los ángulos de la cabecera y cuerpo de la cruz. La luz entra en el templo por encima de las capillas laterales, a través de rasgadas ventanas góticas o de arcos de medio punto. Tiene tres puertas, una frente al altar mayor en la nave central y dos en los testeros del crucero, de las cuales, la que sirve de entrada al lado de la epístola, se denomina Puerta del Sol.
Ocho  columnas en dos órdenes marcan la división de las tres naves y doce de ladrillo, embebidas en los muros hasta la mitad de los fustes, señalan los contornos de la cruz y la separación de las capillas.La planta de la capilla mayor es un polígono que llena todo el frente de la nave central y la mitad de las dos laterales, calado por cinco arcos en su parte anterior y cerrado en la posterior por otros siete, cegados para formar el presbiterio. En la capilla mayor, debajo del retablo, está el sepulcro del primer marqués de Berlanga, en los demás arcos cegados del presbiterio los de otras personas de esta casa. En la primera capilla del evangelio, después del crucero, el del obispo de Coria y su hermano gemelo y en la opuesta del lado de la epístola el del obispo de Panamá.